# Myiarchus stolidus
Caça-moscas-estólido ou maria-cavaleira-haitiana (Myiarchus stolidus) é uma espécie de ave da família Tyrannidae.
Pode ser encontrada nos seguintes países: Ilhas Cayman, República Dominicana, Haiti e Jamaica.
Os seus habitats naturais são: florestas secas tropicais ou subtropicais , florestas subtropicais ou tropicais húmidas de baixa altitude, florestas de mangal tropicais ou subtropicais e florestas secundárias altamente degradadas.